# Isona (antic municipi)
|  | Aquest article és sobre l'antic municipi d'aquest nom. Per a la vila, vegeu Isona. |

| \| ← \| 1812 — 1970 \| → \|                   |                    |   |
| Escut d'armes                                 |                    |   |
| Isona dins d'Isona i Conca Dellà              |                    |   |
| Període històric                              | Edat Contemporània |   |
| • Creació del municipi (Constitució de Cadis) | 1812               |   |
| • Annexió de Covet                            | Febrer del 1847    |   |
| • Annexió a Isona i Conca Dellà               | 1970               |   |
| Gentilicis                                    | Segons el poble    |   |
| Altitud                                       | 660 m              |   |
| Superfície                                    |                    |   |
| • 1970                                        | 38,69 km2          |   |
| Població                                      |                    |   |
| • 2006                                        | 680                |   |
| ←                                             | 1812 — 1970        | → |

L'antic municipi d'Isona era un dels sis antics municipis integrats el 1970 en el nou municipi d'Isona i Conca Dellà (juntament amb Benavent de Tremp, Conques, Figuerola d'Orcau, Orcau i Sant Romà d'Abella). La vila d'Isona era el seu cap de districte municipal, i ho continua essent del nou municipi conjunt.
L'antic terme d'Isona era el segon més gran dels que es van integrar en el nou municipi d'Isona i Conca Dellà; només Orcau el superava. Isona aportà 38,69 km² dels 135,27 del terme actual. Limitava al nord amb Sant Romà d'Abella i Abella de la Conca, a llevant amb Gavarra, de l'Alt Urgell, actualment Coll de Nargó i la Baronia de Rialb, de la Noguera, al sud-est amb Abella de la Conca, al sud-oest amb Sant Salvador de Toló, actualment de Gavet de la Conca, i a ponent, amb Conques.
Isona fou un dels ajuntaments creats el 1812 a partir de l'aplicació de la Constitució de Cadis. En aquell moment Isona ja tenia incorporats Siall i Llordà. En aquell moment també tingué ajuntament propi el poble de Covet, que el febrer del 1847 s'agregà a Isona. Covet, pel seu costat, havia incorporat els Masos de Sant Martí abans del 1515.

## Geografia
L'antic municipi d'Isona tenia una extensió de 38,69 km², mentre que l'actual assoleix els 135,27. Per tant, ha multiplicat pràcticament per quatre la seva extensió.
L'antic terme d'Isona estava limitat al nord-est per Coll de Nargó (antic terme de Montanissell), de l'Alt Urgell i la Baronia de Rialb de la Noguera, a llevant pel terme de Benavent de la Conca, al sud pel de Gavet de la Conca, antigament de Sant Salvador de Toló, a ponent pel de Conques, al nord-oest pel de Sant Romà d'Abella i al nord pel d'Abella de la Conca.

### Límit amb l'antic terme de Sant Salvador de Toló (Gavet de la Conca)
El riu de Conques, o de Gavet, formava el termenal sud, amb Sant Salvador de Toló, i encara avui dia ho fa amb Gavet de la Conca, municipi que ha absorbit el de Sant Salvador de Toló.

### Límit amb l'antic terme de Conques (Isona i Conca Dellà)
El termenal ponentí, amb Conques, era del tot arbitrari: seguia una línia recta del riu de Conques fins al Pla del Vall, sense prendre com a referència cap accident orogràfic.

### Límit amb l'antic terme de Sant Romà d'Abella (Isona i Conca Dellà)
El mateix passava amb el límit, al nord-oest, amb l'antic terme de Sant Romà d'Abella. Des d'aquest punt i fins a l'extrem nord-est del terme s'estén el límit amb Abella de la Conca, que encara avui dia és límit municipal.

### Límit amb Abella de la Conca
Aquest límit mentre discorre pel pla és encara arbitrari, però aviat va a buscar una carena que s'enfila gradualment. Així, emprèn pel Serrat de la Savina per pujar al Roc del Pas de Finestres, de 1.088 m. alt., i, sempre carenant, va enfilant-se cap a la Sadella, però no arriba del tot a dalt, on hi ha el Tossal de Moreu, de 1.321 m. alt., ja que traça una corba per la part alta de la capçalera de la vall de Fontlledó, però sense arribar a dalt de tot. D'aquesta manera el terme deixa la direcció que seguia -est-nord-est- per torçar cap al sud-est fins al cim d'Estadella, de 1.472 m.

### Límit amb l'antic terme de Montanissell (Coll de Nargó, Alt Urgell)
Des d'aquest cim torna a trencar cap al nord-est, poc tros, per anar a buscar la vall del Rialb, on el termenal passa prop del límit de ponent de la vall, però tampoc per dalt de tot: es queda a una alçada d'uns 1.150 o 1.200 m. alt. En aquest tros el termenal ha girat de dret cap al sud. És el tros que limita ja amb Coll de Nargó, antigament Montanissell.

### Límit amb la Baronia de Rialb (Noguera)
Quan arriba prop de lo Convent, ja al límit amb la Baronia de Rialb, torna a girar cap a ponent, fent una ziga-zaga salvant dues carenes i dues valls, fins que arriba a la Serra de la Conca, on el terme torna a agafar la referència de la carena i s'enfila cap al Cogulló de Sant Quiri, de 1.355 m. alt.

### Límit amb l'antic terme de Benavent de la Conca (Isona i Conca Dellà)
En aquest lloc torça cap al sud-oest i va a cercar el Serrat de Santa Eulàlia, formant el termenal amb Benavent de la Conca i davallant fins a la Cascall, de 957 m. alt., just al nord-oest del poble de Biscarri. En aquest lloc baixa encara fins a trobar la junció del barranc de les Valls i del torrent del Barril, lloc on torna a girar cap al sud-oest primer, i després cap al sud, i el termenal segueix una línia recta sense referències orogràfiques fins que arriba a un turó de 861 m. alt. que hi ha a l'Obac de la Pedra, a prop i a llevant del poble de Covet. Aquí torna a trencar cap al sud-oest formant una corba, passa prop del poble de Gramenet i va a buscar el riu de Conques, o Gavet, que és on hem començat la descripció.

### L'interior de l'antic terme

#### La plana de la vila d'Isona
La vila d'Isona, que ocupa una posició central en el nou municipi d'Isona i Conca Dellà, era a l'extrem nord-oest de l'antic terme d'Isona. Es troba a 669 m. alt.
Dins d'aquests límits descrits, el terme d'Isona s'estén majoritàriament per una plana ondulada, que només en el sector nord-est ateny alçades de certa consideració. Podríem dividir aquest antic terme en tres grans parts.
D'una banda, la plana on s'assenta la vila d'Isona. És una plana inclinada de nord-est a sud-oest, que té el punt més elevat al Turó de la Colomera, de 1.063 m. alt., en el vessant sud-occidental del qual es troba el santuari de la Mare de Déu de la Posa -on hi ha actualment el Parc Cretaci, amb les petjades de dinosaures- i el més deprimit a l'extrem diagonalment oposat al riu de Conques, a uns 530 m. alt. Aquesta relativa plana està solcada per tres cursos d'aigua (quan plou) que s'aboquen en el riu de Conques. De ponent a llevant són: el barranc del Mas de Mitjà, que era quasi termenal amb Conques, el de la Colomera, que baixa des dels vessants del turó homònim i que en el seu primer tros rep la Llau de la Colomera, la qual, pel seu costat rep la Llau de la Guineu, i el de Francolí.
Aquest sector està presidit, quasi en el seu centre, pel Pui de Juli, de 685 m. alt.

#### Covet i els Masos de Sant Martí
Una segona unitat territorial està constituïda pels plans on es troben els pobles dels Masos de Sant Martí, actualment del tot despoblat, i de Covet. El primer està situat entre el barranc de Francolí, ja esmentat, i el riu de la Pedra; el segon, entre aquest darrer riu i el barranc de Gula, que ja queda a prop del lloc per on passava l'antic límit de terme. Els Masos de Sant Martí són a 653 m. alt., i Covet, a 751. Per dessota seu, el riu de Conques discorre entre ele 595 i els 560 m. alt.

#### Llordà i Siall
La tercera unitat, i la més complexa, abraça la part muntanyosa del terme. Comprèn els pobles de Llordà i Siall, a més de l'antic poble del Mullol. És una sèrie de valls paral·leles que van formant un gran circ emmarcat per les muntanyes descrites anteriorment. Es tracta de tot el sector de terme que queda al nord-est de Llordà i del Turó de la Colomera. Solquen aquest sector, obrint diverses valls, el riu del Llinar (part superior del ja esmentat barranc de la Colomera), que es forma sota del Turó de Moreu, i que va rebent tot de barrancs: en el mateix sentit del curs d'aigua -quan en porta- trobem el barranc de Fontlledó, el Llau de la Janola, el Llau de Font de Serra, tots aquests per l'esquerra, i el Clot de la Teulera, per la dreta. Aquesta vall inclou Mullol i a la carena que la separa de la que explicarem tot seguit, el poble de Siall.
Paral·lel a la vall del riu del Llinar es troba la del barranc de Rater, que s'aboca en el de Francolí entre Llordà i els Masos de Sant Martí. Aquest barranc es forma amb l'ajut d'altres barrancs subsidiaris: barranc de l'Espluga i Llau de Torrulló, principalment.
Una mica més al sud-est discorre el ja esmentat barranc de Francolí, que rep des del nord el barranc de les Valls, el qual, alhora, es forma gràcies al barranc de la Bassa i al Llau dels Pins Llomans i des de ponent el torrent del Barril i el barranc de Ferruat.

### Nuclis de població
| Entitat de població     | Habitants |
| ----------------------- | --------- |
| Covet                   | 5         |
| Isona                   | 654       |
| Llordà                  | 13        |
| Els Masos de Sant Martí | 0         |
| Siall                   | 8         |
| Font: Idescat           |           |

L'antic terme d'Isona comprenia la vila d'Isona, i els pobles o caseries de Covet, Llordà, els Masos de Sant Martí, Siall, el santuari de la Mare de Déu de La Posa i l'antiga caseria i església del Mullol. També havia existit l'Hostal de les Mores, avui dia abandonat. Cadascun d'ells té el seu article corresponent.
Dins de la vila d'Isona el 1995 s'inaugurà el Museu de la Conca Dellà - Parc Cretaci. Concebut com un museu modern, que alhora fos un factor de dinamització turística i cultural de la vila i comarca, es basa en els tres elements fonamentals del terme d'Isona: les restes de dinosaures del Cretaci Superior, el municipi romà d'Aeso i els recursos naturals i culturals del seu entorn.
| Pobles de l'antic terme d'Isona | Pobles de l'antic terme d'Isona |
| ------------------------------- | ------------------------------- |
| El poble de Covet               | La vila d'Isona                 |
| El poble de Covet               | La vila d'Isona                 |

| El poble de Llordà | El poble dels Masos de Sant Martí | El poble de Siall |
| El poble de Llordà | El poble dels Masos de Sant Martí | El poble de Siall |

## Història

### Història antiga
D'abans de l'existència de l'ésser humà, el terme d'Isona conserva restes prou interessants: es tracta d'ous i petjades de dinosaures del Cretaci Superior, sobretot a l'entorn de la Mare de Déu de La Posa. El Museu d'Isona i Conca Dellà hi està en bona part dedicat.
Si ens referim al Paleolític, Mesolític i Neolític, es van trobar algunes restes a Isona que fan pensar en una població dedicada a la cacera, i, en canvi, poc atreta per l'agricultura i ramaderia. Es devia tractar, segurament, d'una població encara no del tot establerta en un lloc fix.
En el moment de l'arribada dels romans a les nostres terres, els lacetans d'Isona degueren fer costat als ilergetes del pla de Lleida i Balaguer, resistint-se fortament a l'ocupació. Vençuda la resistència, però, els romans s'establiren a l'actual Isona en època republicana, i convertiren l'Eso iberobasca en la romana Aeso que apareix en les inscripcions llatines conservades. No se sap si van foragitar els lacetans ocupant el seu poblat, o si s'establiren al costat, aprofitant, això sí, part de les muralles ibèriques. El cas és que Aeso va passar a ser un enclavament important en el sistema defensiu, i organitzatiu en general, de la dominació romana del Pallars. Fou la seu d'un municipium, que tenia al voltant tot de punts de vigilància: Abella, Benavent, l'Hostal Roig de Sant Salvador de Toló, Puig de l'Anell…
La importància de l'Aeso romana és evident si es té en compte l'abundor de vestigis d'aquesta època. N'és una bona mostra el notable conjunt epigràfic romà, compost per: 6 làpides existents en el Museu Arqueològic de Barcelona, 5 al Museu de Lleida, 8 a les parets de l'església parroquial de l'Assumpció d'Isona, una a la base de l'altar de la Mare de Déu de La Posa, una altra a Perolet, tres més a Covet, una altra al castell de Llordà, tres més a Sant Romà d'Abella…

### Història contemporània
Per a la història més específica de la vila d'Isona, consulteu l'article corresponent. Només esmentarem aquí els fets de la darrera guerra civil, que afectaren tot el terme, bé que de forma especial la vila d'Isona.
El 1936 esclatava la Guerra Civil. L'aplicació de les lleis republicanes suposà la confiscació de béns, i a Isona foren apropiades per l'ajuntament revolucionari dues cases, una era, una masia i tres finques. Una de les cases passà a ser utilitzada com a escola. El 6 d'abril del 1938 les tropes insurrectes contra el govern legal de la República, concretament la 63a. Divisió, el Cuerpo de Ejército de Navarra, de caràcter essencialment carlí, entraren pel Pont de Montanyana cap a Tremp, després Suterranya, Figuerola d'Orcau, Aransís i Sant Serni, i, finalment, Orcau, Basturs, Sant Salvador de Toló, Sant Romà d'Abella, la Campaneta, Sant Corneli i el Mont de Conques. Aquí frenaren l'avenç, s'atrinxeraren i hi romangueren durant deu mesos.
Abella de la Conca, Isona, Siall, Llordà, Biscarri, Benavent de la Conca i Covet romangueren en mans dels republicans. El centre de comandament era a Abella de la Conca, i Isona esdevingué una gran caserna militar, d'on la població civil, majoritàriament, va fugir. Entre el 10 d'abril i el dia de Nadal, del 1938, la zona dels entorns d'Isona foren escenari dels combats entre feixistes i republicans, i la vila d'Isona va quedar gairebé del tot arrasada.
Els morts isonencs foren abundosos, per un costat i l'altre, afusellats o morts en combat. La vila d'Isona estava pràcticament destruïda, el 1939: aproximadament el 75% dels seus edificis estava del tot derruïts o molt afectats, de manera que calia enderrocar-los. El 1940 començaren les tasques de reconstrucció de la vila, que s'allargassaren molts anys. I, encara, els immediats anys després d'acabada la confrontació, els maquis es feien notar a la comarca, aportant nous motius de desestabilització en una població ja de per si molt afectada per la situació derivada de la Guerra Civil.

#### L'antic ajuntament d'Isona
L'alcaldia d'Isona fou exercida, al llarg dels anys, per les persones següents:
- Francesc Pié (1846) (regidors: Josep Abella, tinent d'alcalde, Antoni Llobet, Pere Llinàs, Joan Amorós i Antoni Canet)
- Antoni Mallolís (1860)
- Ramon Ubach (1885)
- Ignasi Bertran i Benet (1894)
- Josep Baulies (1900)
- Agustí Comet i Sallent, postguerra
- Josep Bastida (1949)

## Llocs d'interès
Com a resum, heus ací un llistat dels llocs d'interès de l'antic terme d'Isona:

### Històric
- Vila d'Isona (vila, restes romanes i Museu de la Conca Dellà)
- Santa Maria d'Isona
- Mare de Déu de La Posa (santuari i Parc Cretaci)
- Poble de Covet
- Santa Maria de Covet
- Poble de Llordà
- Santa Maria de Llordà
- Sant Andreu de Llordà (en queda ben poca cosa)
- Castell de Llordà
- Sant Sadurní del Castell de Llordà
- Despoblat de Llatzeret
- Caseria dels Masos de Sant Martí
- Sant Martí dels Masos de Sant Martí
- Poble de Siall
- Sant Martí de Siall (en queda ben poca cosa)
- Santa Clara del Mullol

### Paisatgístic
- Vistes des del castell de Llordà i des de Siall sobre la Conca Dellà i sobre les muntanyes d'Abella de la Conca
- Vistes des de la Mare de Déu de La Posa sobre la Conca Dellà
- Vistes des de diversos indrets sobre la Serra de la Conca i el Roc de Benavent
- Vistes des de diversos indrets sobre la Serra de la Campaneta, Sant Salvador de Toló i els contraforts septentrionals del Montsec de Rúbies

## Activitat econòmica
A mitjan segle xix, Pascual Madoz informa, en el seu Diccionario geográfico... del 1845, que en aquells anys (vers 1850), Isona produïa 2.500 quarteres de blat, 1.500 de sègol, 100 d'ordi, 50 de civada, 8.000 costals de vi i 150 arroves d'oli, malgrat les gelades dels darrers anys. S'hi criava bestiar de llana i cabres, a més bous, mules i ases per als treballs agrícoles. Hi havia dues botigues de queviures, subministrades pels mateixos pagesos del poble i amb arròs, peixa salat i productes colonials, i s'hi celebraven dues fires cada any: el 8 de febrer i l'11 i 12 de setembre, no gaire concorregudes, on els pagesos podien comprar, entre altres coses, la roba.
La cacera tenia una certa importància: abundor de perdius, llebres i conills, i, al bosc, senglars i llops.
Hi havia, en el terme d'Isona, dues mines de carbó de pedra ja improductives en aquell moment; una a la partida de Santa Anna, un quart d'hora a llevant del poble, i l'altra al torrent de la Posa, mitja hora al nord. Els veïns encara utilitzaven circumstancialment aquest darrer jaciment, ja que el carbó era molt a la vista.
El barranc de Santa Anna donava la possibilitat de, recollides les seves aigües en una bassa, regar uns quants horts i moure dos molins fariners, tots dos d'una sola mola. A més, encara hi havia un tercer molí fariner, també d'una sola mola, un d'oli i dues fassines (fàbriques d'aiguardent).
Els boscos del terme eren propietat del Capítol de Canonges de la Seu d'Urgell, i antigament havien estat força explotats. Actualment (per a Madoz) només ho eren per part dels isonencs, que havien conservat sempre el dret de servir-se'n per a tallar llenya i pasturar els ramats.

## Serveis turístics
L'antic terme d'Isona està quasi del tot desproveït de serveis per al turisme: un sol restaurant (La Rosta), dos bar-restaurant (Cafè Modern i Miami), i 2 bars (Edelweis i El Racó). A l'estiu s'hi afegeix, a les hores d'obertura establertes, el bar de la Piscina Municipal. No hi ha en tot l'antic terme cap mena d'allotjament.